# Concepción Huista
Concepción Huista – miasto w zachodniej Gwatemali, w departamencie Huehuetenango, około 70 km na północny zachód od stolicy departamentu miasta Huehuetenango i około 40 km od granicy państwowej z Meksykiem. Miasto leży w kotlinie, w górach Sierra Madre de Chiapas, na wysokości 2102 m n.p.m. Według danych szacunkowych w 2012 roku liczba ludności miasta wyniosła 12 380 mieszkańców.

## Gmina Concepción Huista
Jest siedzibą władz gminy o tej samej nazwie, która w 2012 roku liczyła 18 138 mieszkańców. Gmina jak na warunki Gwatemali jest mała, a jej powierzchnia obejmuje 136 km².